# A Head Full of Dreams
A Head Full of Dreams é o sétimo álbum de estúdio da banda britânica de rock alternativo Coldplay. Foi lançado em 4 de dezembro de 2015 pela Parlophone no Reino Unido e pela Atlantic Records nos Estados Unidos. Foi produzido por Rik Simpson e Stargate. Coldplay começou a gravação do álbum no início de 2015, logo após a conclusão de seu álbum anterior, Ghost Stories (2014), com um estilo e som marcadamente diferente de seus predecessores. Em várias canções, Coldplay colaborou com Beyoncé, Noel Gallagher, Tove Lo, Khatia Buniatishvili e Merry Clayton. O álbum também apresenta uma amostra do presidente Barack Obama cantando "Amazing Grace" no funeral de Clementa C. Pinckney na canção "Kaleidoscope".
O álbum recebeu críticas mistas através da crítica especializada. No entanto, foi um sucesso comercial, uma vez que ficou no topo da UK Albums Chart do Reino Unido, e alcançou a segunda posição nas paradas dos Estados Unidos, Austrália, Canadá e Itália, ficando atrás do álbum 25, da cantora Adele. Na Brit Awards de 2016, o álbum foi indicado como "Álbum Britânico do Ano". Foi o oitavo álbum mais vendido de 2015, com 1,9 milhão de cópias vendidas em todo o mundo e o nono álbum mais vendido de 2016, com 1,4 milhões de cópias vendidas em todo o mundo, de acordo com a Federação Internacional da Indústria Fonográfica. Até novembro de 2017, o álbum vendeu mais de 6 milhões de cópias mundialmente. Foi promovido por cinco singles: "Adventure of a Lifetime", "Hymn for the Weekend", "Up & Up", "A Head Full of Dreams" e "Everglow". Uma versão 5.1 Surround Blu-ray Audio do álbum foi lançada através do site da banda em 23 de setembro de 2016.
O álbum foi promovido pela bem sucedida A Head Full of Dreams Tour, que durou quase dois anos. No ano seguinte, após o término da turnê, a banda lançou o álbum ao vivo Live in Buenos Aires, que foi gravado nas duas noites finais da turnê em La Plata, Buenos Aires. Um filme concerto e um documentário também foram incluídos em uma edição deluxe do disco. Um segundo álbum ao vivo, intitulado Love In Tokyo, também foi lançado como um álbum exclusivo japonês, que apresentava gravações de várias etapas da turnê.

## Antecedentes
Coldplay começou a trabalhar em A Head Full of Dreams no verão de 2014, enquanto ainda estava promovendo Ghost Stories, sexto álbum de estúdio da banda. Durante uma entrevista para a Radio 2, o baixista Guy Berryman e o guitarrista Jonny Buckland deram uma dica sobre a diferença entre A Head Full of Dreams e seu antecessor - Buckland chamou de "noite para o dia", comparando o estilo de Ghost Stories ao tema edificante esperado de A Head Full of Dreams. O vocalista Chris Martin insinuou o estilo do álbum dizendo que a banda estava tentando fazer algo colorido e esperançoso. Ele também afirmou que seria algo para "embaralhar seus pés."[carece de fontes?]
Em 26 de Setembro de 2015, a banda se apresentou no Global Citizen Festival de 2015, em Nova Iorque, desempenhando um conjunto de seis músicas, incluindo uma nova canção intitulada "Amazing Day". O produtor da banda Rik Simpson confirmou que a canção estaria no novo álbum.

## Promoção

### A Head Full of Dreams Tour
Comparado com as escassas datas da turnê da era Ghost Stories, o Coldplay anunciou uma turnê global maior logo após o lançamento do álbum, que será mais uma reminiscência da Mylo Xyloto Tour do que a Ghost Stories Tour, para promover tanto A Head Full of Dreams quanto Ghost Stories. Foi confirmado que a banda se apresentará em locais como Índia e América do Sul – mais especificamente Argentina, Peru, Brasil, Chile, Colômbia e México no primeiro semestre de 2016. Eles já confirmaram que a pré-produção da turnê começou e que a turnê oficial está planejada para começar no próximo ano. Em 20 de novembro de 2015, eles anunciaram a A Head Full of Dreams Tour, com shows na América do Sul começando em 31 de março de 2016, Buenos Aires e uma parte europeia também é anunciada para o verão de 2016, incluindo quatro noites esgotadas no Estádio de Wembley em junho. Em fevereiro, a banda publicou uma foto em vários sites de mídia social de um balão de ar quente (um símbolo usado para promover a turnê) no palco principal da pirâmide das fazendas de Glastonbury, juntamente com a data de domingo, 26 de junho. Desde então, os organizadores do Glastonbury confirmaram uma quarta aparição como manchete, tendo se apresentado anteriormente no palco em 2000, 2002, 2005 e 2011. A aparição da banda foi então confirmada como o show do Coldplay no festival deste ano. Em 30 de setembro de 2016, após o enorme sucesso da turnê A Head Full of Dreams de 2016, o Coldplay anunciou uma nova etapa da turnê com datas na Alemanha, França, Áustria, Polônia, Bélgica, Suécia, Itália, Irlanda e País de Gales. Em 7 de outubro de 2016, a banda anunciou mais dezoito shows na América do Norte começando em agosto de 2017 e terminando em outubro. Em 15 de novembro de 2016, eles anunciaram shows na Ásia para abril de 2017, visitando Singapura, Filipinas, Tailândia, Taiwan, Coreia do Sul e Japão.

### Capa e encarte
Por volta de 30 de outubro de 2015, cartazes anônimos foram afixados no metrô de Londres mostrando um padrão geométrico, conhecido como Flor da Vida, junto com uma nota "4 de dezembro". Os fãs do Coldplay alegaram que o símbolo se assemelhava ao design de uma camiseta usada pelo vocalista do Coldplay, Chris Martin, no Global Citizen Festival, em Nova Iorque. Em 2 de novembro, Coldplay postou a mesma obra de arte como um GIF animado em sua conta no Twitter, aparentemente confirmando que seria a capa do álbum e 4 de dezembro era a data de lançamento do álbum. Um dia depois, eles publicaram outra imagem animada da qual a primeira era uma visão detalhada. A arte foi criada pela artista argentina Pilar Zeta em colaboração com a banda. Oli Sykes, vocalista da banda britânica de post-hardcore Bring Me the Horizon, sugeriu que o símbolo da flor da vida usado pelo Coldplay era semelhante ao do design do álbum Sempiternal de 2013 do Bring Me the Horizon. Sykes foi ao Twitter acusando Coldplay de "jackin our steez". No entanto, ele esclareceu em uma entrevista à NME que a "flor da vida" é um símbolo universal e tem significados em todo o mundo, nenhum dos quais ele possui os direitos. Ele também especifica que tinha significado para ele e que ele está simplesmente reconhecendo o símbolo que está sendo espalhado e está feliz por isso.

### As performances ao vivo
No Global Citizen Festival, em Nova Iorque, o Coldplay apresentou seis músicas, terminando com a estreia ao vivo de uma nova música, "Amazing Day". Eles também tocaram "Amazing Day" no TFI Friday, onde tocaram quatro músicas, incluindo a estreia ao vivo de "Adventure of a Lifetime". Durante seu show no Belasco Theatre em Los Angeles eles tocaram quatro músicas do novo álbum, incluindo a estreia ao vivo das músicas "A Head Full of Dreams" e "Up&Up". Em 24 de novembro Coldplay começou a lançar trechos de 10-15 segundos de cada música do novo álbum via Instagram em intervalos de uma hora. Em 7 de fevereiro de 2016, a banda encabeçou o show do intervalo do Super Bowl 50.

### Singles
"Adventure of a Lifetime" foi lançado como o primeiro single do disco em 6 de novembro de 2015, o videoclipe saiu em 29 de novembro de 2015. A banda publicou em suas páginas oficiais do Facebook e Twitter um vídeo com a hashtag #AOALvideo e uma data, 27 de novembro. Após, o vídeo que acompanha a canção foi lançado na mesma data. Dirigido por Mat Whitecross, o conceito do vídeo foi elaborado após Chris Martin, membro da banda, conhecer o cineasta britânico Andy Serkis num avião e terem desenvolvido ideias. O vídeo levou seis meses para ser finalizado. "Hymn for the Weekend" foi lançado como o segundo single do álbum em 25 de janeiro de 2016 e a banda foi criticada por uma seção da mídia social pelo retrato estereotipado da sociedade indiana em seu videoclipe. O terceiro single oficial "Up&Up", foi lançado em 22 de abril de 2016. Uma versão recém-gravada e simplificada de "Everglow" – inspirada na performance solo não ensaiada de Martin da música devido a um acidente técnico no Glastonbury Festival - foi lançada em lojas digitais como o quarto e último single em 11 de novembro de 2016.

### Promocionais
A versão original de "Everglow" estreou durante o programa de rádio Beats 1 de Zane Lowe em 26 de novembro de 2015 e foi lançada como single promocional no dia seguinte. "Birds" foi lançado em 3 de janeiro de 2016 e um videoclipe foi lançado no mesmo dia. "A Head Full of Dreams" chegou em 19 de agosto de 2016 e também teve um videoclipe de acompanhamento, servindo como esforço promocional para rádios mainstream no Reino Unido e Itália.

## Recepção da crítica
| Críticas profissionais | Críticas profissionais |
| Pontuações agregadas   | Pontuações agregadas   |
| Fonte                  | Avaliação              |
| ---------------------- | ---------------------- |
| Metacritic             | 60/100                 |
| Avaliações da crítica  |                        |
| Fonte                  | Avaliação              |
| AllMusic               | [ 51 ]                 |
| Chicago Tribune        | [ 52 ]                 |
| The Daily Telegraph    | [ 53 ]                 |
| The Guardian           | [ 54 ]                 |
| The Independent        | [ 55 ]                 |
| NME                    | 4/5                    |
| Pitchfork              | 4.8/10                 |
| Q                      | [ 58 ]                 |
| Rolling Stone          | [ 59 ]                 |
| Spin                   | 6/10                   |

A Head Full of Dreams recebeu críticas mistas dos críticos. No agregador de resenhas Metacritic, o álbum tem uma pontuação média de 60, com base em 27 avaliações. Jon Dolan da Rolling Stone, escreveu que A Head Full of Dreams "pode ser o álbum mais brilhante do Coldplay de todos os tempos" e concluiu: "Ele [Chris Martin] insinuou que este poderia ser o último álbum do Coldplay; se assim for, eles estão saindo em uma nota sustentada de graça." Barry Nicolson da NME disse que o álbum é "a coleção mais satisfatória de músicas que eles escreveram em anos."
Alexis Petridis da The Guardian, achou que A Head Full of Dreams "está frustrado pela sensação de que o Coldplay não está totalmente comprometido com a grande ideia do álbum" e comentou: "É um ponto discutível, seja um sinal de conservadorismo inato ou de um banda que sabe exatamente o que eles estão fazendo, que entendem que você não vai continuar lotando os estádios de esportes do Meio-Oeste se você assustar os cavalos." Citando a falta de vontade da banda de se desviar de sua fórmula testada e verdadeira, Ian Gormely da Exclaim!, escreveu que "A Head Full of Dreams pode ter sido uma obra-prima poptimista. Em vez disso, é apenas outro álbum do Coldplay, com toda a bagagem – tanto positiva quanto negativa – que isso implica."
Stephen Thomas Erlewine do AllMusic, deu ao álbum 3-1/2 de 5 estrelas e reconheceu que "[a] mensagem [de que há um mundo grande, brilhante e belo apenas esperando para ser descoberto se você simplesmente abrir seu coração e viver um pouco] é descaradamente cafona", mas concluiu que "sob a administração de Chris Martin, o Coldplay abraça alegremente o queijo, aumentando tanto o brilho quanto o sentimento para que o álbum pareça genuíno em seu abraço de eternos clichês de meia-idade."
Em uma crítica de 1/5 estrelas nas revisões regulares de música de Truck & Driver, Shaun Connors perguntou "por que esse material monótono tedioso foi bem-sucedido?", comentando que o raciocínio para isso derrota toda a explicação racional. Ele continuou: "Com esta última coleção de tédio, há contribuições de Beyoncé (uma vocalista) e Noel Gallagher (um guitarrista)", para concluir com: "Com base neste álbum, eles ou ficaram sem ideias ou se entediaram sem sentido (ou ambos)..." Scott Dransfield, do Under the Radar, classificou o álbum como "insuportavelmente insípido na melhor das hipóteses e ofensivo na pior das hipóteses".
A NME classificou o álbum como o 35º melhor álbum de 2015.

## Faixas
Todas as faixas escritas e compostas por Guy Berryman, Jonny Buckland, Will Champion e Chris Martin. 
| A Head Full of Dreams – Edição Padrão |                           |                                            |         |  |
| N.º                                   | Título                    | Produtor(es)                               | Duração |  |
| 1.                                    | "A Head Full of Dreams"   | Rik Simpson Stargate Daniel Green          | 3:43    |  |
| 2.                                    | "Birds"                   | Simpson Stargate                           | 3:49    |  |
| 3.                                    | "Hymn for the Weekend"    | Simpson Stargate Avicii Digital Divide [a] | 4:18    |  |
| 4.                                    | "Everglow"                | Simpson Stargate Green                     | 4:42    |  |
| 5.                                    | "Adventure of a Lifetime" | Simpson Stargate                           | 4:23    |  |
| 6.                                    | "Fun" (com Tove Lo)       | Simpson Stargate                           | 4:27    |  |
| 7.                                    | "Kaleidoscope"            | Simpson Stargate                           | 1:51    |  |
| 8.                                    | "Army of One"             | {                                          | 6:16    |  |
| 9.                                    | "Amazing Day"             | Simpson Stargate                           | 4:31    |  |
| 10.                                   | "Colour Spectrum"         | Simpson Stargate Green                     | 1:00    |  |
| 11.                                   | "Up&Up"                   | Simpson Stargate                           | 6:45    |  |
| Duração total:                        | Duração total:            | Duração total:                             | 45:45   |  |

| A Head Full of Dreams – Faixa bônus da edição japonesa |                |                        |         |  |
| N.º                                                    | Título         | Produtor(es)           | Duração |  |
| 12.                                                    | "Miracles"     | Simpson Stargate Green | 3:55    |  |
| Duração total:                                         | Duração total: | Duração total:         | 49:40   |  |

Notas
- ↑a  Digital Divide é um trio de produção composto por Venor Yard, Marcos Tovar e Scott Zant.
- "Kaleidoscope" contém elementos de "Amazing Grace" (escrito por John Newton e performado por Barack Obama).
- "Army of One" (0:00–3:23) compartilha a faixa com a música oculta "X Marks the Spot" (3:23–6:16).
- "Colour Spectrum" é estilizado como "".
- Tanto "Kaleidoscope" quanto "Colour Spectrum" contêm elementos do poema "The Guesthouse" escrito por Jellaludin Rumi e lido por Coleman Barks.
- A 'Tour Edition' foi lançado no Japão[67] e Oceania[68] durante a turnê que o acompanhava, que apresentava um segundo disco com remixes e gravações ao vivo inéditas originalmente destinadas ao Ghost Stories Live 2014. A localização da gravação variou de acordo com a região de lançamento.

## Desempenho comercial

### Posições
| Tabelas musicais (2015)               | Melhor posição |
| ------------------------------------- | -------------- |
| Austrália (ARIA)                      | 2              |
| Bélgica (Ultratop Flandres)           | 2              |
| Bélgica (Ultratop Valônia)            | 2              |
| Países Baixos (Dutch Charts)          | 2              |
| Finlândia (Suomen virallinen lista)   | 7              |
| Alemanha (Offizielle Deutsche Charts) | 3              |
| Hungria (MAHASZ)                      | 3              |
| Irlanda (IRMA)                        | 3              |
| Itália (FIMI)                         | 2              |
| Japão (Oricon)                        | 7              |
| Nova Zelândia (RMNZ)                  | 4              |
| Noruega (VG-lista)                    | 1              |
| Escócia (Official Scottish Albums)    | 2              |
| Suécia (Sverigetopplistan)            | 3              |
| Reino Unido (Official Albums Chart)   | 1              |
| Estados Unidos (Billboard 200)        | 2              |

### Certificações
| País | Certificador   | Certificação | Vendas     |
| --- | -------------- | ------------ | ---------- |
| Alemanha | BVMI           | 3× Ouro      | 300,000‡   |
| Argentina | CAPIF          | Ouro         | 20,000^    |
| Austrália | ARIA           | Platina      | 70,000^    |
| Áustria | IFPI Áustria   | Ouro         | 7,500*     |
| Bélgica | BEA            | Platina      | 30,000*    |
| Canadá | Music Canada   | 2× Platina   | 160,000‡   |
| Coreia do Sul | —              | —            | 9,712      |
| Dinamarca | IFPI Dinamarca | 2× Platina   | 40,000‡    |
| Espanha | PROMUSICAE     | Platina      | 40,000‡    |
| Estados Unidos | RIAA           | Platina      | 1,000,000‡ |
| França | SNEP           | 3× Platina   | 300,000‡   |
| Hungria | MAHASZ         | 2× Platina   | 4,000^     |
| Itália | FIMI           | 5× Platina   | 250,000‡   |
| México | AMPROFON       | Platina      | 90,000^    |
| Nova Zelândia | RMNZ           | Platina      | 15,000^    |
| Países Baixos | NVPI           | 2× Platina   | 80,000‡    |
| Polónia | ZPAV           | 3× Platina   | 60,000‡    |
| Portugal | AFP            | 2× Platina   | 15,000^    |
| Reino Unido | BPI            | 4× Platina   | 1,375,805^ |
| Singapura | RIAS           | Platina      | 10,000*    |
| Suécia | GLF            | Ouro         | 20,000‡    |
| Suíça | IFPI Suíça     | Platina      | 20,000^    |
| *números de vendas baseados somente na certificação ^distribuições baseadas apenas na certificação ‡números de vendas + streaming baseados somente na certificação |                |              |            |

## Histórico de lançamento
| Região | Data                  | Formato             | Gravadora  | Número de catálogo |
| ------ | --------------------- | ------------------- | ---------- | ------------------ |
| Várias | 4 de dezembro de 2015 | CD download digital | Parlophone | 0825646982646      |
| Várias | 4 de dezembro de 2015 | LP                  | Parlophone | 0825646982158      |